# Спрус-Пайн (Алабама)
Спрус-Пайн (англ. Spruce Pine) — переписна місцевість (CDP) в США, в окрузі Франклін штату Алабама. Населення — 215 осіб (2020).

## Географія
Спрус-Пайн розташований за координатами 34°23′34″ пн. ш. 87°43′47″ зх. д. / 34.39278° пн. ш. 87.72972° зх. д. (34.392870, -87.729597). За даними Бюро перепису населення США в 2010 році переписна місцевість мала площу 2,41 км², з яких 2,40 км² — суходіл та 0,01 км² — водойми.

## Демографія
Згідно з переписом 2010 року, у переписній місцевості мешкали 222 особи в 82 домогосподарствах у складі 66 родин. Густота населення становила 92 особи/км². Було 98 помешкань (41/км²).
Расовий склад населення:
| - 97,3 % — білих - 1,8 % — осіб інших рас |

До двох чи більше рас належало 0,9 %. Частка іспаномовних становила 5,9 % від усіх жителів.
За віковим діапазоном населення розподілялося таким чином: 29,3 % — особи молодші 18 років, 60,3 % — особи у віці 18—64 років, 10,4 % — особи у віці 65 років та старші. Медіана віку мешканця становила 38,0 року. На 100 осіб жіночої статі у переписній місцевості припадало 100,0 чоловіків; на 100 жінок у віці від 18 років та старших — 84,7 чоловіків також старших 18 років.
Цивільне працевлаштоване населення становило 0 осіб.